# Clonaid
Clonaid – biotechnologiczne przedsiębiorstwo, zarejestrowane w 1997 r. na Bahamach, twierdzące, że opanowało technikę  reproduktywnego klonowania ludzi i oferuje związane z tym usługi. Przedsiębiorstwo znane jest z pierwszego w historii, publicznego ogłoszenia doprowadzenia do narodzin sklonowanego dziecka, choć nigdy nie przedstawiło wiarygodnego dowodu naukowego na ten fakt.  

## Klonowanie - fakty
Przedsiębiorstwo, które powstało z inicjatywy kultu raelian ogłosiło w maju 1997, że zbiera środki finansowe na opracowanie technologii klonowana ludzi, mimo  moratorium na federalne finansowanie tego typu badań  ogłoszone przez administrację Billa Clintona.   
Przedsiębiorstwo posiadało laboratorium w mieście Nitro w WIrginii Zachodniej, które na wiosnę 2001 r. zostało poddane kontroli przez Agencję Żywności i Leków USA (FDA) po informacji o tym, że Mark Hunt, były członek legislatywy Wirginii Zachodniej wyłożył 200 000 USD na przeprowadzenie sklonowania jego niedawno zmarłego syna. Po kontroli FDA wymusiło na Huncie deklarację, że nie dopuści do sklonowania swojego syna na terytorium USA i wydało oświadczenie, że do żadnych takich zdarzeń nie doszło. 
27 grudnia 2002, dyrektor i założycielka przedsiębiorstwa, Brigitte Boisselier, będąca jednocześnie biskupem kościoła raelian, ogłosiła narodziny rzekomego pierwszego sklonowanego dziecka o imieniu Eva, gdzieś poza granicami USA, nie przedstawiając jednak żadnych dowodów naukowych na to, że dziecko to istotnie jest klonem, ani że w ogóle istnieje. 30 grudnia 2002 firma ogłosiła, że matka Evy z jej dzieckiem bezpiecznie wróciła do domu na Florydzie, co wywołało reakcję prokuratora stanowego Bernarda Siegela, który złożył wniosek o objęcie kuratelą sądową domniemaną matkę Evy. W ramach rozprawy w sądzie rodzinnym, Brigitte Boisselier zeznała pod przysięgą, że Eva jest klonem, jednak odmówiła podania personaliów matki ani nie przedstawiła żadnych dowodów na istnienie dziecka. Późniejsze żądania sądu o ujawnienie tożsamości matki Evy i próbek jej DNA, zostało przez Clonaid nie zrealizowane, wg przedstawicieli firmy, ze względu na bezpieczeństwo prawne matki i dziecka.   
Przedstawiciele Clonaid i ich spółek córek w Holandii, Korei Południowej, Japonii i Australii ogłaszali narodziny kolejnych, łącznie trzynaściorga ludzkich klonów, nie przedstawiając jednak na to żadnych dowodów ani personaliów rodziców, co skutkowało kontrolami siedzib i laboratoriów firmy przez odpowiednie służby w tych krajach. W Korei Południowej kontrola wykazała, że spółka przeprowadzała bliżej nieokreślone eksperymenty na ludzkich embrionach i posiadała listę matek zastępczych i klientów żyjących w Japonii, Australii i Stanach Zjednoczonych. Żaden jednak przypadek klonowania nie został wiarygodnie potwierdzony. 

## Reakcje na działalność przedsiębiorstwa
Naukowcy zajmujący się klonowaniem m.in. dr  Robert Winston, dr Tanja Dominko i prof. Harry Griffin (kierownik zespołu, który sklonował owcę Dolly) wypowiadali się sceptycznie o procedurach klonowania i ich efektach opisywanych przez Clonaid, stwierdzając, że głównym problemem jest wysoki odsetek odrzucanych embrionów, które są akceptowalne przy eksperymentach na zwierzętach, ale trudnych do przyjęcia przy stosowaniu procedur na ludziach. Sam Clonaid - mimo obietnic składanych na dwóch rozprawach sądowych nigdy nie przedstawił żadnych wiarygodnych dowodów na skuteczność swoich procedur. Mimo to, działalność firmy wywołała szeroką debatę dotyczącą klonowania ludzi. O działalności firmy wypowiadali się przedstawiciele FDA, rzecznik Watykanu, prezydent USA George W. Bush. W Stanach Zjednoczonych trudności FDA przy kontrolowaniu działalności Clonaid i podobnych przedsiębiorstw rozpoczęło debatę polityczną dotyczącą wprowadzenia regulacji prawnych w tym zakresie.